# Rhizanthera
Rhizanthera là một chi thực vật có hoa trong họ Lan.